# Галвестън (залив)
Галвестън (на английски: Galveston Bay) е най-големият залив на брега на Тексас и седми по големина в САЩ. Той се простира на около 50 км от юг на север и на около 110 км от изток на запад и обхваща части от окръзите Харис, Галвестън и Чеймбърс. Общата му площ е от около 1600 кв. км. Заливът е дълбок между 2,3 м и 3,1 м. Прясна вода от реките Тринити и Сан Хасинто се смесва със солените води от Мексиканския залив през канала между остров Галвестън и полуостров Боливар. През 1980те залива е място за размножаване за 30/100 от общия брой на рибните запаси на щата. Канала Хюстън свързва залива с пристанището на Хюстън, което по отношение на товарите е третото по големина пристанище на САЩ през 1980те. По това време около 4700 кораба преминават през залива всяка година, до и от неговите основни пристанища – Галвестън, Тексас Сити и Хюстън. Също така през 1980 г., три четвърти от крайбрежното население на Tексас живее в областите, граничещи с Галвестън. Между 1817 г. и 1820 г. залива е използван за незаконна контрабанда и каперство. По време на Гражданската война на сушата, по протежение на кея и край водите на залива се води битка от декември 1862 г. до януари 1863 г.